# 日本語再発見
日本語再発見（にほんごさいはっけん）は、NHKにて1982年4月8日から1985年3月9日まで放送された教養番組である。

## 概要
伝統的な語法や言葉遣いを学び、乱れてきていると言われる日本語を再発見する教養番組であった。各地の生活や風土の中に生き残る方言を訪ねる「ことばの旅」も放送した。1984年4月28日放送の「ダサイ玉の逆襲」には「ダサイ玉」の育ての親であるタモリが出演した。
1982・1983年度は、教育テレビ『NHK教養セミナー』の枠内番組であった。1984年度は、総合テレビで放送された。

## 放送時間
| 期間                          | 放送時間                                   |
| ----------------------------- | ------------------------------------------ |
| 1982年4月 - 1984年3月（教育） | 木曜日 20:00 - 20:45／金曜日 16:00 - 16:45 |
| 1984年4月 - 1985年3月（総合） | 土曜日 22:00 - 22:30／月曜日 14:20 - 14:50 |

## 出演者
- 1982・1983年度：相川浩
- 1984年度：佐々木敦・柴田武・如月小春

## 放送リスト
1982年度
- 1982年4月8日 - 女ことばが消えていく
- 1982年4月15日 - 若者ことばがわかりますか
- 1982年4月22日 - 敬語はむずかしいというけれど…
- 1982年5月13日 - よその子をボクと呼ぶふしぎ
- 1982年5月20日 - "あなた"使うべからず?
- 1982年5月27日 - "くん"とよびますか、"さん"とよびますか
- 1982年6月3日 - "しみじみ"は英語に訳せるか
- 1982年6月10日 - 日本語には"主語"がない
- 1982年6月24日 - わたしと日本語 ことばの質問箱
- 1982年7月1日 - 恋愛と自由は明治の訳語から
- 1982年7月8日 - 誤字・当て字・とかく漢字は…
- 1982年7月15日 - カタカナ語があふれている
- 1982年7月22日 - わたしと日本語 ことばの質問箱
- 1982年9月2日 - 気になることば 1 「どうも」
- 1982年9月9日 - 気になることば 2 「善処します」
- 1982年9月16日 - 気になることば 3 「主人」「終」
- 1982年9月23日 - ことば東と西
- 1982年9月30日 - わたしと日本語
- 1982年10月7日 - 鼻濁音"ガ"が消えていく
- 1982年10月14日 - ゆれる五十音図
- 1982年10月21日 - なぜか大好き七五調
- 1982年10月28日 - わたしと日本語 沢村貞子
- 1982年11月11日 - 関西ことばの世界 1 考えときまっさ
- 1982年11月18日 - 関西ことばの世界 2 おこしやす
- 1982年11月25日 - 関西ことばの世界 3 しゃべくりのバイタリティー
- 1982年12月2日 - 関西ことばの世界 4 わたしと日本語
- 1982年12月9日 - 変わる村ことば 五箇山言語調査から
- 1982年12月16日 - 諸橋轍次 大漢和辞典への情熱
- 1983年1月13日 - 名前は世につれ時につれ
- 1983年1月20日 - 地名は何をかたる?
- 1983年1月27日 - 流行歌にヤングの"心"を見た
- 1983年2月3日 - わたしと日本語
- 1983年2月10日 - 早口・軽口・そして無口
- 1983年2月24日 - 話すように書くとは?
- 1983年3月10日 - アイヌ語地名を歩く

1983年度
- 1983年4月7日 - 嘘の研究
- 1983年4月14日 - 美しいガギグゲゴのために
- 1983年4月21日 - ヨコ書きの情緒
- 1983年5月5日 - サヨナラは別れのことば?
- 1983年5月19日 - 「るんるん・ハラハラ・どきどき」 擬態語の世界
- 1983年5月26日 - 文字は宝
- 1983年6月9日 - わたしと日本語
- 1983年6月16日 - トチリも楽し 言いまちがいの言語学
- 1983年6月23日 - 和語の味わい
- 1983年6月30日 - ことばの分水嶺 岐阜県・徳山村方言紀行
- 1983年7月7日 - わたしと日本語
- 1983年7月14日 - 真っ赤なウソ・青二才・黄色い声・色とことば
- 1983年9月1日 - 「つまらないものですが」謙譲語の周辺
- 1983年9月8日 - 馬から落ちて落馬して
- 1983年9月15日 - 語るこころみ 読むたのしみ
- 1983年9月22日 - 「ビジンかビジンか」 アクセントはなぜ変わる
- 1983年9月29日 - わたしと日本語
- 1983年10月6日 - "女"をめぐる類語の研究
- 1983年10月27日 - 私と日本語 天気のことば
- 1983年11月3日 - 「ハイ!なるほど、そうですね」 何でもうなづく日本人
- 1983年11月17日 - 「おかめ八目」 ゲームとことば
- 1983年11月24日 - "ニホンゴ"ハムズカシイ?
- 1983年12月1日 - わたしと日本語
- 1983年12月8日 - いけずやなあ 京ことばの不思議
- 1983年12月15日 - 話し上手は"間"の名人
- 1984年1月12日 - 芽出たい、目出鯛、おめでたい
- 1984年1月19日 - よみ直し百人一首
- 1984年1月26日 - わたしと日本語
- 1984年2月2日 - 言葉をデザインする
- 1984年2月16日 - まあまあ聞きやぁせ 名古屋弁
- 1984年2月23日 - わたしと日本語
- 1984年3月1日 - だじゃれ好きですか?
- 1984年3月8日 - 「声をよそおう」女ことばの社会学
- 1984年3月15日 - 特集 ことばの質問箱

1984年度
- 1984年4月7日 - コピーライター・ことばの戦略
- 1984年4月14日 - 「わたしは結婚式がきらいだ」 お祝い言葉の周辺
- 1984年4月21日 - 「バカにしないでよ!」 女心をご存知か
- 1984年4月28日 - ダサイ玉の逆襲
- 1984年5月5日 - カワイイ乱発症候群
- 1984年5月19日 - 祭りはやっぱりワッショイワッショイ?
- 1984年6月2日 - 「それを言っちゃあ おしまいよ」 寅さんの言語学
- 1984年6月9日 - 男の名前 女の名前
- 1984年6月16日 - "おとうさん"が"おやじ"になる日
- 1984年7月14日 - ニッポン人だけ肩がこる? からだ言葉の文化
- 1984年9月8日 - "老人"と呼ばれたくない!
- 1984年9月29日 - 「若者ことばはアメリカン」 50音図をはみだす音
- 1984年10月6日 - 漢字は"感字"・誤字は"娯字"?
- 1984年10月27日 - 乱調ことわざ大辞典
- 1984年11月17日 - "好きやねん"の秘密
- 1984年11月24日 - ああ悪戦"句読"点!
- 1984年12月1日 - 「風俗語が変わる時」 "トルコ風呂"改名をめぐって
- 1984年12月8日 - 僕はウナギだ 省略される言葉
- 1984年12月15日 - "すみません"は"ありがとう"?
- 1984年12月22日 - 日本列島ことばの旅
- 1985年1月12日 - 「前向きに検討します」 難解・お役所ことば
- 1985年1月26日 - 言葉美人が消えていく…
- 1985年2月2日 - 「"うざったい"のは"好きくない"」 都会に広がる新方言
- 1985年2月9日 - "彼"と"彼女"の物語
- 1985年2月16日 - 舌先三寸と言うけれど…
- 1985年2月23日 - おいしい料理に味な話
- 1985年3月2日 - "ニッポン"か"ニホン"か?
- 1985年3月9日 - 東北弁はあずましい